# Bučas
Bučas ist ein litauischer männlicher Familienname.

## Personen
- Algirdas Bučas (* 1939), Manager und Unternehmer
- Bernardas Bučas (1903–1979), litauischer Bildhauer
- Vytautas Bučas (* 1968), Manager, Wirtschaftsprüfer